# Игуманија Ангелина (Трифуновић)
Ангелина Трифуновић (Никшић, 28. септембар 1962) српска је монахиња и игуманија Манастира Дуљево.

## Биографија
Игуманија Ангелина (Трифуновић), рођена је у Никшићу, 28. септембара 1962. године, где завршава основну школу. Завршила је ликовну академију у Београду.
Замонашена је 17. марта 1991. године у Манастиру Ћелија Пиперска од стране митрополита црногорско-приморског Амфилохија Радовића, добивши име Ангелина, постављена за настојатељицу манастира 15. априла 1998. године.
У Манастир Дуљево код Куљача, дошла је 29. јула 2002. године. Одликована је звањем игуманије манастира од архиепископа цетињског митрополита црногорско-приморског др Амфилохија 9. јануара 2011. године.